# Вождовац (футбольный клуб)
«Вождовац» (серб. Фудбалски клуб Вождовац) — сербский футбольный клуб из одноимённой общины в округе Белград в центральной Сербии. Клуб основан в 1912 году, домашние матчи проводит на стадионе «Вождовац Стэдиум», вмещающем 5 174 зрителей.

## История
Клуб был создан в 1912 году студентами местной экономической гимназии и получил название «Душановац», первым президентом и тренером клуба стал Данило Стоянович. Своё название клуб получил от пригорода Белграда, где он был образован. После окончания Первой мировой войны «Душановац» значительно расширился, однако в официальных соревнованиях участия не принимал.
В 1929 году команда сменила название на «Вождовачки», главными достижениями в этот период стали победы во Второй Лиге Белграда в сезоне 1933/34, и в Третьей Лиге Белграда в сезоне 1948/49. После постройки в 1959 году нового стадиона «Црвены Звезды» Райко Митич, «Вождовачки» стали проводить домашние матчи на втором поле стадиона.
В сезоне 1963/64 «Вождовачки» выиграли Лигу Сербии и вышли во Вторую лигу Югославии. В 1973 году был расформирован клуб «Слобода Белград», в результате чего стадион последней был отдан «Вождовачкам», которые тогда же и получили своё современное название. В 1975 году клуб добился одного из своих главных достижений выиграв в Кубке Белграда. В течение следующих трех десятилетий клуб выступал главным образом в сербских низших лигах.
В сезоне 2003/04, команда выиграла Лигу Белграда, пройдя весь сезон без поражений. В следующем сезоне клуб дебютировал в Первой лиге Сербии, в которой занял 12-е место. 28 июня 2005 года команда объединилась с клубом «Железник» и со следующего сезона начала своё выступление в Первой лиге Сербии и Черногории.
В сезоне 2005/06 команда заняла 3-е место, но отказалась от участия в Кубке УЕФА. В следующем сезоне клуб выступает в первом сезоне Сербской Суперлиги, где занимает 11-е место и вылетает в Первую лигу. Затем команда вылетает в Лигу Белграда, но победив в лиге в сезоне 2011/12 команда выходит в Первую лигу. В следующем сезоне «Вождовац» финиширует на третьем месте, и после выхода из чемпионата «Хайдука» из Кулы, возвращается в Суперлигу.

## Статистика сезонов
| Сезон   | Дивизион                        | Место | Кубок |
| ------- | ------------------------------- | ----- | ----- |
| 2003/04 | Лига Белграда                   | 1-е   |       |
| 2004/05 | Первая лига                     | 12-е  |       |
| 2005/06 | Первая лига Сербии и Черногории | 3-е   |       |
| 2006/07 | Суперлига                       | 11-е  |       |
| 2007/08 | Первая лига                     | 5-е   |       |
| 2008/09 | Первая лига                     | 17-е  |       |
| 2009/10 | Лига Белграда                   | 6-е   |       |
| 2010/11 | Лига Белграда                   | 6-е   |       |
| 2011/12 | Лига Белграда                   | 1-е   |       |
| 2012/13 | Первая лига                     | 3-е   |       |
| 2013/14 | Суперлига                       | 7-е   |       |
| 2014/15 | Суперлига                       | 12-е  |       |
| 2015/16 | Суперлига                       | 7-е   |       |
| 2016/17 | Суперлига                       | 7-е   |       |

## Достижения
- Чемпионат Сербии и Черногории
  -  3-е место: 2005/06
- Лига Республики Сербской
  - Победитель: 1963/64

## Персонал клуба
| Позиция                   | Имя Фамилия                     |
| ------------------------- | ------------------------------- |
| Главный тренер            | Николо Пуача                    |
| Помощник главного тренера | Марко Савич Михайло Трайковский |
| Помощник главного тренера | Горан Сретенович                |
| Тренер вратарей           | Милян Весич                     |
| Президент                 | Момир Велькович                 |
| Генеральный директор      | Горан Гркинич                   |
| Генеральный секретарь     | Милош Миркович                  |

## Тренеры клуба
- Данило Стоянович (1912)
- Младо Митрович
- Душан Еврич (2006—2007)
- Мирослав Вукасинович (26 февраля 2007—2007)
- Чедомир Джоинчевич (2007—2008)
- Драги Каличанин (2008—2009)
- Михайло Иванович (1 июля 2012—31 марта 2013)
- Александар Янйич (1 апр 2013—30 июня 2013)
- Ненад Лалатович (1 июля 2013—16 января 2014)
- Зоран Милинкович (18 января 2014—2015)
- Братислав Живкович (26 марта 2015—7 ноября 2016)
- Илия Столица (9 ноября 2016—)